# Phyllanthus torrentium
Phyllanthus torrentium är en emblikaväxtart som beskrevs av Johannes Müller Argoviensis. Phyllanthus torrentium ingår i släktet Phyllanthus och familjen emblikaväxter.
Artens utbredningsområde är Nya Kaledonien.

## Underarter
Arten delas in i följande underarter:
- P. t. induratus
- P. t. torrentium